# 关家垴战斗

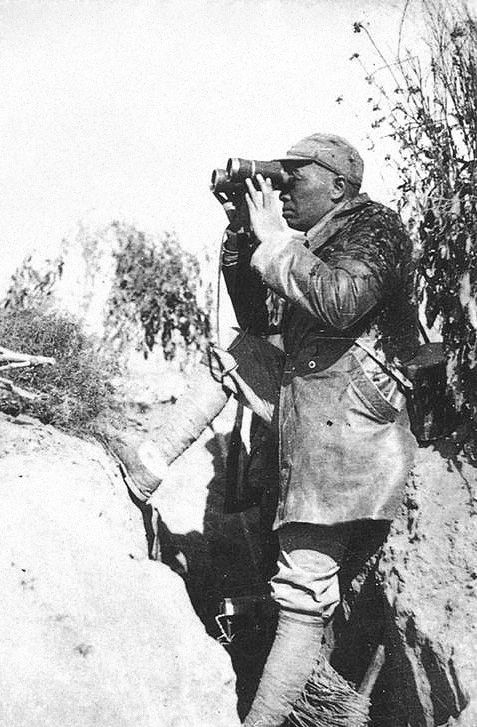
1940年10月，彭德怀在关家垴前线指挥作战（徐肖冰摄）。

关家垴战斗，是中国抗日战争中八路军损失最大的一次进攻战役，属于百团大战的第三阶段。在八路军在华北地区发动破袭战的后期，侵华日军反攻至几近八路军总部。1940年10月30日战至10月31日，八路军集结近两万人，对占领关家垴的約500名日军进行圍攻。然而历时两晝夜，未能全滅日军。11月1日增援日军赶到，八路军被迫撤退。关家垴战斗是百团大战中极具争议的一战，被彭德怀视为自己戎马一生的四大败仗之一。

## 背景

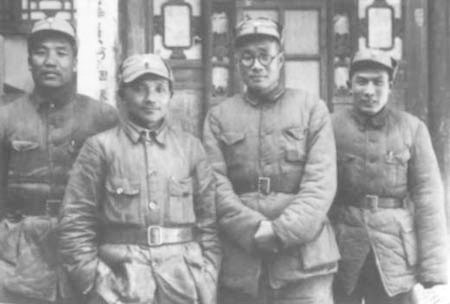
129師領導人，左起：李達、鄧小平、劉伯承、蔡樹藩

从1940年8月20日开始，华北各地的八路军向日军发起了规模空前的破袭战，后来称为百团大战。至1940年10月初，八路军经过两个阶段的进攻作战，已相当疲劳，决定集结主力进行休整。华北日军则调动数万兵力开始报复性扫荡。
10月20日，日军三十六师团冈崎支队约500人从武乡县东村出发，深入太行地区进行扫荡。22日，在离八路军总部和129师师部5公里的温庄遭遇八路军短暂阻击，25日到了黄崖洞兵工厂门口。八路军385旅和新10旅先后急调部队赶来阻击。经过激战，冈崎支队于10月27日占领了兵工厂。彭德怀命令129师386旅赶往黄崖洞增援。日军见八路军大队人马来援，在兵工厂内放了一把火后即撤离。日军除了彻底破坏兵工厂设施外，还缴获了手榴弹2000枚，子弹1万发，其他各种物资几十箱。
冈崎支队后于10月28日撤到山西省武乡县蟠龙镇关家垴附近。恰巧刚打完榆辽战役的129师主力就在蟠龙镇附近休整。于是彭德怀下决心消灭这队日军。

## 地形
关家垴是群岭环抱的一个高高的山岗，山顶是一块方圆几百米的平地，易守难攻。其北面是断崖陡壁，下面是一条深沟，东西两侧坡度较陡，只有南坡比较平缓，可作进攻路线。南坡上面原住着50余户人家，沿山壁构筑了一孔连一孔的窑洞。南坡的对面是比关家垴更高的柳树垴，从柳树垴上可以用火力控制通往关家垴的小路。

## 部署

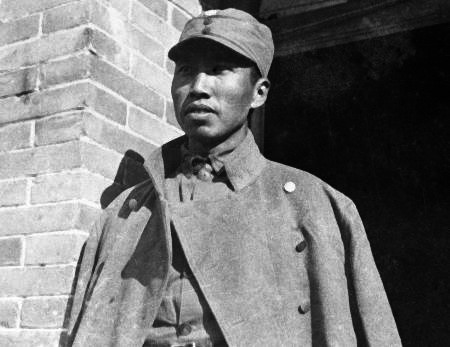
第十八集团军副参谋长左權

1940年10月29日下午，八路军副总司令彭德怀从黎城赶到武乡县蟠龙镇石门村，亲自坐镇指挥。八路军副参谋长左权及129师师长刘伯承、政治委员邓小平等人也先后赶到。当晚，八路军总部正式下达作战命令：由刘伯承、邓小平指挥129师386旅、新编第十旅各一部，386旅旅长陈赓指挥129师385旅一部和决死第一纵队25、38团各一部，彭德怀亲自指挥总部炮兵团山炮连，于10月30日凌晨4时对日军冈崎支队发起攻击。具体攻击部署是：386旅772团和总部特务团为一路，从关家垴东北、东南侧攻击；385旅769团为一路，从关家垴的西北侧与前一路并肩攻击；决死第一纵队为一路，由南向北推进，在关家垴南侧对日军的左翼进行牵制；新编第十旅为一路，由西向东封锁日军西逃之路。
冈崎支队有步兵3个中队（基本部队是第226联队第12中队，外加第41师团1个中队和独立步兵第12大队1个中队），1个山炮分队、1个工兵小队、1个辎重兵小队、1个无线电分队和1个战斗救护班组成，总兵力535人，其中军官19人。正当八路军进行合围时，日军冈崎支队连夜占领了关家垴和柳树垴的有利地形，并连夜在两地构筑工事，在山顶台地挖了坑道，战壕壁上还挖了很多猫耳洞；把山腰原来住户的连排窑洞全部打通，每个窑洞都构筑有射击孔；还在关家垴山脚还挖了300多个散兵坑。整个防线以山脚外围、山腰窑洞、山顶核心呈三线配置。

## 经过
当10月30日凌晨4时总攻信号发起后，决死第一纵队38团冲向柳树垴，经过两个小时的激战，终于在天亮时抢占了柳树垴。不料9时左右，遭到日军的猛烈反击，柳树垴又被日军夺了回去，影响了其他部队对关家垴的进攻。于是，八路军在进攻关家垴的同时，不得不重新组织三个营的兵力反攻柳树垴。然而，最终未能夺回阵地，只好与日军形成对峙。而在关家垴，由于日军作战素质较高，占据有利地形，顽强抵抗，又有日军飞机支援，八路军几路攻击部队的进攻行动先后受挫，战斗一度呈胶着状态，八路军的伤亡在不断增加。对于是否继续攻打关家垴，八路军众将领产生分歧。在前方指挥作战的陈赓、刘伯承分别打电话，建议彭德怀暂时撤围，但遭到彭德怀拒绝。
经过10月30日一天的激战，日军仍占据着关家垴和柳树垴两个主要阵地。而129师385旅和新编第十旅在外围与2500多名增援日军交火。在此情况下，386旅又派出一个团前去担任阻击任务，八路军其他各部则于10月31日重新组织兵力对关家垴和柳树垴的日军发起了进攻，力争在日军援军到来之前歼灭冈崎支队，结束战斗。但八路军进攻仍然受阻，士兵一批批地冲上去，又一批批地倒下。彭德怀钻出总部指挥所，跑到离关家垴只有500米的前沿阵地，察看敌情，被随军记者拍到。时间不长，彭德怀就被拉回了总部指挥所。
随着日军援军越来越近，战况对八路军越发不利。彭德怀下令：在16时向敌人发起总攻，务必全歼冈崎支队。同时，将负责保卫八路军总部首长安全的特务团警卫连也投入战斗。总攻发起后，八路军最终攻上关家垴。日军则退到了半山腰村子里的窑洞中，继续抵抗。直至深夜，仍有数十名日军据守在窑洞中，未被歼灭。柳树垴上也有一小股残余日军未被歼灭。
11月1日，日军1500多人的增援部队，在10余架飞机的掩护下逼近关家垴。彭德怀与左权命令部队停止攻击，撤出战斗。日军残部则在援敌接应下撤离。

## 战果
关家垴战斗中，八路军阵亡500多人，负伤1,570人，其中很大一部分由白天進行炸射的日军飞机造成。日軍內部战报稱日軍陣亡50人（含軍官5人），負傷者99人（含軍官5人）。中共對外宣傳擊斃日軍岡崎支隊大部400多人（包括指揮官冈崎谦受中佐）

## 评价
中共官方宣稱关家垴战斗的意义为日军从此之后不敢再以一个大队的兵力深入根据地进行扫荡，从而延长了日军扫荡的周期，使根据地军民有了更多的休养时间。刘伯承和邓小平评论此战“实际上这一仗停止了敌一个大队可以在根据地横冲直闯的局面”。
此外，邓小平在1943年1月太行分局的一次会议上指出：百团大战使本区军事力量过于暴露，伤亡很大，元气不易恢复。刘伯承在1945年中共“七大”发言称：“百团大战不打不行，但是打，也不是使用百团大战的打法，更不是运动战，尤其是阵地战这样的打法，而是要用全面游击战争的打法。”作为指挥官，彭德怀自己也承认关家垴战斗“打得比较苦些，伤亡也比较大些”。在《彭德怀自述》中，他将关家垴战斗视为自己戎马一生的四大败仗之一，其他三次是红军时期赣州战役，解放战争时期的西府陇东战役和朝鲜战争的第五次战役。